# All I Really Want to Do
All I Really Want to Do — дебютный сольный студийный альбом американской певицы и актрисы Шер, выпущенный 16 октября 1965 года на лейбле Imperial Records.

## Об альбоме
В то же время, когда дуэт Сонни и Шер дебютировал на звукозаписывающей компании Atco Records, Сонни Боно подписал контракт для сольной записи Шер на лейбле Imperial. После успеха сингла Сонни и Шер «I Got You Babe» Сонни решил представить свою жену как сольную исполнительницу, записав её первый лонгплей. Альбом был первым сольным проектом Шер после выпуска двух неудачных синглов в 1964 году: «Ringo, I Love You» и «Dream Baby», выпущенных под псевдонимами Bonnie Jo Mason и Cherylin соответственно. Альбом All I Really Want to Do, как и дебютный альбом Сонни и Шер, содержит много каверов на известные песни. Альбом имеет фолк-уклон в музыкальном плане, что отличало его от работ Сонни и Шер.
Для альбома Шер перепела три песни, написанные и исполненные ранее Бобом Диланом: «All I Really Want to Do», «Blowin’ in the Wind» и «Don’t Think Twice, It’s All Right». На альбоме также присутствуют сочинённая Сонни Боно песня «Needles and Pins», ставшая в 1963 году хитом британской группы The Searchers, песня Рэя Дэвиса «I Go to Sleep» и версия традиционной песни «See See Rider» в аранжировке Боно, Чарльза Грина и Роберта Стоуна. Во время работы над альбомом Шер также записала песню Боно «I’m Gonna Love You», но в итоге песня не попала в финальный трек-лист, появившись лишь как би-сайд сингла «All I Really Want to Do». Позднее песня вошла в саундтрек-альбом Сонни и Шер 1967 года Good Times.
Альбом получил в основном положительный отзывы, критик Тим Сендра из AllMusic отметил, что это «одна из наиболее сильных фолк-поп записей». Он также отметил, что «Шер кажется молодой и полной жизни на этом альбоме, она действительно верит в то, о чём поёт».
Альбом дважды издавался на CD вместе со вторым альбомом Шер, The Sonny Side of Chér, в 1992-м и 2005-м. В 1995-м он также был издан на CD как часть коллекции The Originals, включающей в себя первые три альбома певицы. Оригинальный 12-ти трековый альбом никогда не издавался на CD.

## Чарты
All I Really Want to Do имел успех в США, достигнув 16-й позиции в чарте Billboard 200. Альбом вошёл в чарт, когда ещё дебютный альбом Сонни и Шер всё ещё находился на 2-й строчке. В британском чарте альбом дебютировал в начале октября 1965 года на 20 строчке и через 2 недели расположился на 7-й позиции. Альбом провёл в чарте 9 недель, с начала октября до конца ноября.

## Синглы
Песня «All I Really Want to Do» стала единственным синглом с этого альбома. Песня достигла 15-го места в Billboard Hot 100 и 9-го в британском чарте. Альбом также содержал песню Боно «Dream Baby», которая ранее, в 1964 году, была выпущена синглом под псевдонимом Cherylin.
Идея записи кавера на песню Боба Дилана «All I Really Want to Do» возникла, когда Шер услышала, как лос-анджелесская фолк-рок-группа The Byrds исполняла эту песню в ночном клубе Ciro в марте 1965 года — ещё до того, как они стали известными. Между Шер и The Byrds возник небольшой спор, когда Columbia Records (лейбл звукозаписи The Byrds) обвинили Шер и Сонни в том, что они записали выступление группы на плёнку без разрешения и использовали часть репертуара группы на дебютном альбоме Шер. Обе версии песни в итоге вышли в одно время. Что интересно, версия Шер была популярнее в США (версия The Byrds застряла на 40-м месте в американских чартах, в то время как кавер Шер достиг 15-го места), в то время как в Британии больший успех имела версия The Byrds (она достигла 4-го места, а запись Шер — 9-го).

## Список композиций
| №  | Название                  | Автор(ы)               | Длительность |
| -- | ------------------------- | ---------------------- | ------------ |
| 1. | «All I Really Want to Do» | Боб Дилан              | 2:56         |
| 2. | «I Go to Sleep»           | Рэй Дэвис              | 2:28         |
| 3. | «Needles and Pins»        | Сонни Боно, Джек Ницше | 2:26         |
| 4. | «Don’t Think Twice»       | Боб Дилан              | 2:25         |
| 5. | «He Thinks I Still Care»  | Dickey Lee Lipscomb    | 2:15         |
| 6. | «Dream Baby»              | Сонни Боно             | 2:58         |

| №  | Название                | Автор(ы)                                                               | Длительность |
| -- | ----------------------- | ---------------------------------------------------------------------- | ------------ |
| 1. | «The Bells of Rhymney»  | Idris Davies, Пит Сигер                                                | 3:07         |
| 2. | «Girl Don’t Come»       | Chris Andrews                                                          | 2:05         |
| 3. | «See See Rider»         | народная песня, аранжировка Сонни Боно, Чарльза Грина и Роберта Стоуна | 2:38         |
| 4. | «Come and Stay with Me» | Jackie DeShannon                                                       | 2:45         |
| 5. | «Cry Myself to Sleep»   | Майк Гордон                                                            | 2:18         |
| 6. | «Blowin’ in the Wind»   | Боб Дилан                                                              | 3:24         |

## Чарты
| Чарт (1965)                 | Высшая позиция |
| --------------------------- | -------------- |
| UK Albums Chart             | 7              |
| United States Billboard 200 | 16             |

## Над альбомом работали
| - Шер — вокал - Сонни Боно — продюсер, автор, аранжировщик - Билл Маркс — аккордеон, клавишные - René Hall — бас - Клифф Хиллс — бас - Мел Поллен — бас - Лайл Ритц — бас - Frank Capp — ударные - Шарки Холл — ударные - Джесси Сайлес — ударные - Монте Данн — гитара - Джефф Каплан — гитара | - Барни Кессел — гитара - Стив Манн — гитара - Дональд Пик — гитара - Майк Пост — гитара - Рэнди Стивлинг — гитара - Michel Rubini — клавишные - Фрэнк Де Вито — перкуссия - Gene Estes — перкуссия - Брайан Стоун — перкуссия - Julius Wechter — перкуссия - Harold Battiste — пианино |